# Maša Zec-Peškirič
Maša Zec-Peškirič (født 21. januar 1987 i Jesenice, Jugoslavien) er en kvindelig professionel tennisspiller fra Slovenien.
Maša Zec-Peškirič højeste rangering på WTA single rangliste var som nummer 93, hvilket hun opnåede 15. juni 2009. I double er den bedste placering nummer 130, hvilket blev opnået 19. oktober 2009. 